# 夜な夜なニュースいぢり X-Radio バツラジ
『夜な夜なニュースいぢり X-Radio バツラジ』（よなよなニュースいぢり バツラジ）は、かつてTBSラジオが2003年9月29日から2008年9月25日の間、月曜〜木曜24:00〜25:00（火曜〜金曜午前0:00〜1:00）に生放送していた深夜のラジオ番組。パーソナリティは宮川賢。

## 概要
TBSラジオの2003年秋改編にて平日24時台のJUNK枠が廃止された事に伴い、2003年9月29日に放送開始した。「ニュースに興味のないバカ大人」「飲み屋でモテたいバカ大人」をメインターゲットとし「番組スタッフから宮川への手紙」という形式で、毎日3本の旬なニュースを番組独自の切り口で紹介する（これを番組で“いぢる”と称す）スタイルで、そのニュースに関連する人物に電話インタビューしたり、メールでリスナーから情報を募集したりなどといった試みも取り入れていた。『R25』『FLASH』『DIME』などの雑誌とのタイアップやポッドキャスティングなどのラジオ以外のメディアとの連携も盛んであった。また、携帯メールアドレスを番組ホームページにて登録すれば、毎放送日の22時に配信されるメールでその日に取り上げるテーマをリスナーが確認、予習できるよう配慮されていた。番組でメールが読まれた場合、放送開始時から2006年9月までは「賞金1000円」、2006年10月から放送最終回までは番組特製ラジオ「バツラジオ（1号、2号）」がプレゼントされていた。
当初は金曜にも放送されていたが（金曜のみパーソナリティは古田新太）、2005年4月8日からはTOKIO・城島茂がパーソナリティを務める『城島茂のどっち派?!』に番組変更された。
前述のように大人をメインターゲットにしているが、実際は10代の聴取者が多いことが2007年2月度と4月度の聴取率調査にて判明している。
2008年3月31日から9月25日の間は東北放送（TBCラジオ）でも放送されていた。
しかし、放送開始から5周年記念とした2008年8月25日放送で、2008年秋改編で打ち切りが決定し（次番組は『JUNK ZERO』）、2008年9月25日の放送をもって終了すると発表した。その番組打ち切り記念として、2008年9月12日に最初で最後のバツラジの本（後述）が発売された。

## 出演者
- 役職・肩書きは放送当時のもの。
- ☆はTBS（東京放送→TBSテレビ）アナウンサー。

### パーソナリティー
- 宮川賢
- 古田新太 - 金曜パーソナリティ（2003年10月 - 2004年3月）

### コーナー担当
- 安東弘樹☆ - 金曜アシスタント→「スジいぢり!」隔週で担当。宮川がインフルエンザで休みのときのピンチヒッターも担当。
- 外山惠理☆ - 2005年10月から「スジいぢり!」隔週で担当。
- 白井京子（954キャスター） - 2003年10月〜2005年9月に月曜コーナー隔週アシスタント担当。番組では「きょうこ」とだけ紹介されていた。

- 若林史江（株式評論家） - 「男の株いぢり!」コーナー担当。株以外の知識はやや怪しく、放送中に宮川やスタッフから「バカ女」と突っ込まれることも少なくなかった。2008年6月、若林が運営する公式サイトの日記が日経QUICKニュースからの盗用であったことが発覚。若林が問題の責任を認めて降板したため、担当していたコーナー自体が消滅した（後述）。
- 堀井憲一郎（コラムニスト・フリーライター） - 「数いぢり」担当。

- 葉山孝太郎（ワインライター。しかし、シャンパンの話ばかりしていた） - 木曜「男のモノいぢり!」週替わり担当
- 小沢コージ（バラエティ自動車評論家） - 木曜「男のモノいぢり!」週替わり担当
- 松元浩一（小学館「DIME」編集長） - 月曜「男のモノいぢり」担当。
- 藤谷小江子（「DIME」編集者） - 月曜「男のモノいぢり」担当。松元の後任として出演。番組内愛称は「フジコちゃん」。
- 村田茂（「ソニーマガジンズ」代表取締役） - 「男のモノいぢり」担当。

### その他
- 倉敷保雄（バツラジ専属サッカー解説者） - 「サッカーいぢり」の際にはほぼ必ず電話出演。
- 大野治夫（気象予報士） - 台風が接近・上陸した際に出演。
- 武田一顯（TBSラジオ国会担当記者） - 政治関連のニュースをいぢるとき、専門家としてしばしば番組に呼ばれている。
- 小西克哉（『ストリーム』パーソナリティー） - 海外情勢等を受け持つ。2008年9月9日、宮川が風邪で休みのときのピンチヒッターも担当。
- 清水洋二（TBS R&C代表取締役社長、のちに代表取締役会長） - スペシャルウィークなどに出演。
- 宇多丸（『ウィークエンド・シャッフル』パーソナリティー） - 2008年9月8日、宮川が風邪で休みのときのピンチヒッター。

## 主なコーナー

### バツラジ・ヘッドラインニュース
2004年9月開始。1本目の手紙を読み終わった後（0:25頃）に行うミニコーナー。その日にあったニュースと天気予報を伝えていた。天気予報は当初関東地方の予報のみだったが、TBCラジオでの放送開始からは仙台の予報も伝えていた。通常はコーナーの最後に東京スポーツの注目記事を読み上げた。
各曜日担当は以下のとおり。
- 月曜：月曜作家せのちん（妹尾匡夫）
- 火曜：火曜作家オオノ（大野剛）
- 水曜：水曜作家DJサトケン（佐藤研）
- 木曜：「スジいぢり!」担当アナウンサー（2008年5月22日〜）

（スタッフの詳細は下記スタッフの項を参照）

### 日替わりミニコーナー（0:50頃）
0:50頃からは、日替わりのミニコーナーが放送された。
きゃんきゃんプランニング
男の袋とじ（火曜→月曜）→いぢりっ娘（火曜）
株いぢり!（水曜）
株式評論家・若林史江が株の話題を取り上げレクチャー。のはずだが本題に入る前の下世話なトーク（宮川のセクハラと史江の逆セクハラの応酬など）が最大の特徴になっている。
スペシャルウィークでは、リスナーからの質問に史江が答えるという内容になっている。質問は株に関する物から、史江のプライベートに関するものまで様々。
2006年下半期からは、最後に史江がお勧めする銘柄の紹介も加わるようになった。
しかし、若林の「記事盗用」のために本人が降板しコーナー自体が消滅した。
このコーナーはポッドキャスティングで配信されていた。
男のモノいぢり!（木曜→月曜）
雑誌「DIME」や「REBOOT」編集部から、モテグッズを紹介。
このコーナーはポッドキャスティングで配信。
スジいぢり!（火曜→月曜→木曜）
TBSアナウンサーの安東弘樹と外山惠理が週替わり（スペシャルウィークは2人揃って出演）で話題の映画のあらすじ、観てなくても知ったかぶりができるようなポイントを紹介。ストーリーの結末のネタバレまでしてくれる（※リスナーには言う前にネタバレ注意のアナウンスが入る）。なお、2007年1月25日の放送では映画『それでもボクはやってない』のスジをいぢったが、結末部分はこのコーナー史上では初めて「大人の事情」という理由でネタバレはされなかった。
安東は特に、作品中に登場した車や銃機などを「見たっぽい一言」に取り上げた。外山は“館内が寒かった”など映画の筋とは全く関係ない話を取り上げ、宮川をも躊躇させた。
数いぢり!（火曜）
"何でも調べるフリーライター"堀井憲一郎が、「明日使える」ある数字についていぢるコーナー。

### コーナーの変遷
| 放送年月                     | 月曜日                     | 火曜日      | 水曜日                 | 木曜日         |
| ---------------------------- | -------------------------- | ----------- | ---------------------- | -------------- |
| 放送開始〜2004年3月25日      | きゃんきゃんプランニング   | 男の袋とじ  | 男の株いぢり 株いぢり! | 男のモノいぢり |
| 2004年3月29日〜2004年9月30日 | 男の袋とじ                 | スジいぢり! | 男の株いぢり 株いぢり! | 男のモノいぢり |
| 2004年10月4日〜2006年3月30日 | スジいぢり!                | いぢりっ娘  | 男の株いぢり 株いぢり! | 男のモノいぢり |
| 2006年4月3日〜2008年3月27日  | 男のモノいぢり モノいぢり! | いぢりっ娘  | 男の株いぢり 株いぢり! | スジいぢり!    |
| 2008年3月31日〜2008年6月19日 | 男のモノいぢり モノいぢり! | 数いぢり    | 男の株いぢり 株いぢり! | スジいぢり!    |
| 2008年6月23日〜放送最終回    | 男のモノいぢり モノいぢり! | 数いぢり    | 週替わり（ゲスト）     | スジいぢり!    |

### スペシャルウィーク期間中のコーナー
5分であなたもマイスター
スペシャルウィーク限定企画のコーナー。いくつかの「マイスターフレーズ」を使うことで、その道の通を気取ることをめざす、パンチの効いたバツラジスペシャルウィークの名物コーナー。番組ホームページには、これまでのマイスター内容を紹介するページもある。
番組後半に各日ごとの放送作家（かつては月曜：せのちん、火曜：熊田、水曜：サトケン、木曜：大野。2006年10月からは月曜：せのちん、火曜：大野、水曜：サトケン、木曜：ラハイナ / 熊田）がテーマに沿った原稿を書く。
企画開始当初はテーマ性があまりなかったが、2004年10月以降は「ちょいモテ」「若旦那」といった一週間通しのテーマが設けられるようになった。
最初は「NGフレーズ」の紹介、次いでマイスターフレーズを蘊蓄や体験談を交えつつ紹介し、ミニコントで締める。
5分であなたも社長/偉人の器
スペシャルウィーク限定企画のコーナー。ナイターシーズンのスペシャルウィーク2週目に行われていた。大手企業の社長や偉人たちの言動や振る舞いを研究し、それをまねることで、社長または偉人の器があるっぽくハッタリを効かせようという企画。社長の器では若い番組スタッフ、偉人の器では各曜日のスタッフに関係する女性に器のフレーズやエピソードを聞かせ、それに対するコメントでコーナーをしめた。
5分であなたもハローワーク
スペシャルウィーク限定企画のコーナー。「5分であなたも偉人の器」に代わり、2007年4月のナイターシーズンスペシャルウィーク2週目から行われる。女性にモテそうな専門職の言動や振る舞いを研究し紹介、マイスターのようにいくつかのフレーズをピックアップし、フレーズの解説と一人芝居（ミニコント）を交えて展開する。2度目からは、それまで披露してきたフレーズを、ダッピーと名乗る女が全部論破してオチをつけるというスタイルになる。
カズヨの声の万華鏡
スペシャルウィーク限定企画のコーナー。番組エンディングのコーナーで、リスナーが投稿した意味深なフレーズをカズヨが読み上げるというコーナー。

## スタッフ

### 番組終了時点
石垣 富士男（いしがき ふじお・TBSラジオ&コミュニケーションズ（当時） 自称、優秀次長（社員）プロデューサー）
2004年度TBSラジオ&コミュニケーションズ新卒募集HPにて先輩としての言葉を寄せる。かつては『岸谷五朗の東京RADIO CLUB』『荒川強啓 デイ・キャッチ!』でディレクター。若い頃は「中継の魔術師」だったらしい。過去の呼び名は「小物P」「契約P」。
『サタデー大人天国! 宮川賢のパカパカ行進曲!!』のプロデューサーでもある。
また、R25誌に載っているバツラジスタッフの書いた記事の多くも、彼の名前でクレジットされていた。
植木 和代（うえき かずよ、月曜ディレクター）
通称:ADカズヨ。東京放送ホールディングス（以下「TBSHD」）傘下のラジオ制作会社「株式会社テレコム・サウンズ」所属。2007年5月まで、月曜日のコーナー「モノいぢり」の内容にカズヨのトークをいれた「カズヨでルルル♪」をポッドキャスティングで毎週月曜日に配信していた。
2006年10月5日木曜バツラジから、木曜ADに異動（以前は火曜AD）。
2007年5月7日より月曜ディレクターも兼ねていた。
2008年5月16日をもって木曜日のAD担当を離れ、月曜ディレクター専任となった。
妹尾 匡夫（せのお まさお・月・水曜作家）
通称：せのちん。放送作家事務所 「オフィスまあ」代表取締役社長。『サタデー大人天国! 宮川賢のパカパカ行進曲!!』のメイン構成作家。かつては岸谷五朗の東京RADIO CLUBで構成作家を担当していた。宮川賢の一人芝居「スライドプレゼンテーション」の脚本家。三宅裕司やSET関係の舞台の脚本も多く執筆している。
善入 茂雄（ぜんにゅう しげお・月曜作家）
通称：ゼンダニュウタロウ、お爺ちゃん、ZEN-G（ゼンジー）。バツラジスタッフ最年長。放送作家事務所「フォーチュンスープ」所属。
当初はホモキャラで押していたが、次第にいい歳してキャバクラとゴルフが好きなキャラへと変化した。
お天気や第1回公演「あしたはあした」制作担当。『2時ピタッ!』構成。
『大沢悠里のゆうゆうワイド』でも制作の木曜を担当している。
TBSテレビの昼ワイド番組『ピンポン!』の構成も担当。
居安 豪（いやす ごう・月曜作家／水曜リサーチャー）
かつて、Rまにあのライブなどに協力していたとのこと。
作家昇格前はリサーチャー歴が自分より短いのに、月曜作家に昇格した増田修蔵に対抗心を燃やしていた。
2007年7月、居丈高豪（いたけだか ごう）のペンネームを宮川につけてもらい、それ以降はリサーチャーの居安、作家の居丈高と使い分けた。
9月には増田に代わり、週末のまとめ担当作家に昇格。
2007年11月7日の放送では簡易顕微鏡の紹介のために、自身の精子を生放送中にも関わらず放出し、宮川に見せたこともあった。
元西武の東尾修のモノマネが得意らしい。
金（きん、月曜リサーチャー）
月曜バツラジで催眠術の実験台となり、そのかかりやすさが話題となった。
ホシ☆1333（ほし いちさんさんさん・火曜ディレクター）
通称：ホシ。TBSHD傘下のラジオ制作会社「株式会社ティーエーシー（TAC）」所属。「1333」の由来は妻ミーちゃん（元TBSラジオ954情報キャスター 綿田実苗）からの小遣い額（円/日）。もともとは「ホシ☆833」だった。
2008年6月3日と10日に「ニセ島野」こと、ホシマノとしてバツラジ劇団に参加。棒読みが基本の劇団の中で、抑揚のついた喋り方が特徴的となっていた。
松島 淳（まつしま じゅん・火曜ディレクター）
通称：MJ。『ストリーム』木曜日担当ディレクター。TBSHD傘下のラジオ制作会社「株式会社テレコム・サウンズ」所属。手紙の内容が宮川にうまく伝わらないことが多く、放送中に「逝ってよし」と罵られる事が多かった。
かつては『伊集院光 深夜の馬鹿力』『デジタル怪傑頭巾デジ虫』『榎さんのおはようさん!』のディレクターも担当していた。
キャバクラと女子大生が好き（特に学歴が高い娘が好き）だと、大野やサトケンの手紙でよく暴露されていた。
山口 ショウ（やまぐち しょう　火・水曜アシスタントディレクター）
TBSHD傘下のラジオ制作会社「株式会社テレコム・サウンズ」所属。
元AD小田喜に代わって火曜AD。作家の大野に「給料の半分を風俗に使っている」「弁当選びのセンスがない」などと、暴露の洗礼を浴びた。
バツラジ劇団の座長でもあった。
2007年10月24日よりAD担当だった下田のディレクター昇格に伴い、水曜ADも兼ねるようになった。
大野 剛（おおの つよし・火曜作家）
通称：オオノ。「デブ」と罵られる事が多かった。「オフィス・トゥー・ワン」所属。「城島茂のどっち派?!」、TBS系列の「サンデーモーニング」・「2時っチャオ!」の構成も担当。
バツラジスタッフきっての浪費家＆借金王。本人が「逆に生きる活力」と言い切った400万円近くの借金を完済したものの、浪費でネタを稼いでいた。
斜に構えた、主観性の強い手紙が特徴的で、音声素材いわゆるポン出しを巧妙に多用する傾向があり、代表例として「製紙業界、生死をかけて（精子とかけたシャレ）」などがあった。またADやリサーチャーを使った、街の声の録音も多用していた。
故林 広志（こばやし ひろし・火曜作家）
2007年9月4日の放送で手紙デビュー。手紙の冒頭は、放送作家というよりもコント作家というスタンスで臨むことが多かった。宮川とは旧知の仲で、東北放送「宮川賢のまつぼっくり王国」の構成も担当している。妹尾と同じく、宮川賢の一人芝居「スライドプレゼンテーション」に脚本家として参加。
2008年1月23日の放送から自らの作・演出でAD山口とTD島野の二人で「バツラジ劇団」を結成。
伴 一道（ばん かずみち　火・木曜リサーチャー）
2007年5月9日の放送で手紙デビューを果たす。音痴キャラとして、大野の手紙のネタによく使われた。
下田 エミ（しもだ えみ、月曜アシスタントディレクター・水曜ディレクター）
FM局J-WAVEでも仕事をしている。バツラジで一番の音楽通。小柄。2007年になってからは、「カズヨでルルル♪」のセミレギュラーになったり、スタジオで宮川に発言を求められたり、「ダッピー」という愛称がつけられるなど、裏方以外の一面も見せるようになった。
2007年10月24日より水曜ADから水曜ディレクターに昇格。
佐藤 研（さとう けん・水曜作家）
通称：サトケン（「ばかくん」とも）。後期は自らを「サトケンJAPAN」と名乗っていた。
放送作家事務所「ライターズ・オフィス」所属。自称、丘サーファー。ストリーム火曜日のリスナーズ・チョイス「えびシャケ!」の調査員としてラジオ出演もしている。TRFの大ファン。
安住紳一郎の日曜天国の構成も担当。TBSのナイターオフ番組として放送していた青島幸男のラジオ「青島幸男のママを尋ねて3000軒」では構成だけではなく、青島のお供としてラジオに出演し、各地のクラブを一緒に飲み歩いた。
バツラジの性風俗、エッチネタとプロレス・格闘技ネタを担当。手紙では積極的に生電話を使うことを特徴としていた。フーゾク嬢から柔道の古賀稔彦選手まで、ブッキングは幅広かった。
個室ビデオ「花太郎」がお気に入り。
かなりの恐妻家である様子。
バツラジヘッドラインニュースのニュースを読む時、「DJサトケン」を自称。
小塙 治男（こばなわ はるお、木曜ディレクター）
通称：コバ。TBSHD傘下のラジオ制作会社「株式会社テレコム・サウンズ」所属。宮川とは「土曜裏ワイド宮川賢のラジオはナメるな」でADだった頃からのつきあい。
ポン出し(サンプラ)を押しすぎる癖があり、それが原因で叱られることもしばしばあった。月曜作家の妹尾（通称　せのちん）、プロデューサーの石垣と同様、『サタデー大人天国! 宮川賢のパカパカ行進曲!!』のディレクターも担当。さらに『爆笑問題カーボーイ』のディレクターも担当。2005-2006年と2006-2007年のナイターオフ期間には「おとなの時間割 談志の遺言」のディレクターも担当。また、生放送中の発言をすぐにサウンドステッカーやポン出しの素材にするなど、フットワークの軽さも見せた。
西川Dが番組を離れてからは水・木のディレクターだったが、2007年8月から水曜は再び手紙担当であった。
秋山（あきやま・木曜AD）
月曜ディレクター専任となったカズヨに代わり、2008年5月30日放送分から木曜日のADを担当。
稲原 誠（いなわら まこと・木曜作家）
通称：ラハイナ（ロマンスキン）。「ハゲ」と自称。奥さんと2人の子供がいる。『世界ウルルン滞在記』『唐沢俊一のポケット』『久米宏 ラジオなんですけど』文化放送の『くにまるワイド ごぜんさま〜』（月曜）の構成も担当。以前は『アメリカ横断ウルトラクイズ』の構成もしていた。
火曜作家の大野と同じく、主観性の強いニュースいぢりが特徴的で、宮川からはその内容を「ハゲブログ」と呼ばれることも多い。大きな話題のニュースよりも、新聞などでは小ネタ扱いされるようなニュースを取り上げ、それを独自の視点でいぢる傾向が強い。ポン出しや音楽による手紙の演出も大野以上。
かつては本名だったが、娘の同級生がバツラジリスナーということが判明し、以後イニャワラと名乗っていた。
そして更に、娘の同級生のバツラジリスナーから番組内での行動等を自らの娘にばらされるようになった為に、ハワイ風の名前を名乗るようになった。その事に対して宮川に「おとうさん、ラジオで○○してたよぅ」形式でいぢられていた。
熊田 誠（くまだ まこと・木曜作家）
通称：熊ちゃん、ダーリン熊田、ダーリン薄毛。2007年からはほぼ、ダーリン薄毛名義で手紙を書いていた。髪の毛は薄いそうだが、あくまでハゲではないと力説している。
自他共に認める泣き虫・お人よし。住んでいる墨田区に愛着があることを表明していた。かつて、つきあっていた女性とエッチした後、その娘の下着を畳んだことがあるというエピソードが有名。
青森出身の彼女と長い交際を経て入籍。2006年4月18日放送分に彼女も出演した。ずっと奥さんの父親に結婚を許してもらえなかったが、番組内で「やっと許しをもらえた」と報告。生放送中に「みんな、ありがとう」と恥ずかしそうにコメントした。
2007年4月のマイスターで女装を体験したのをきっかけに、新キャラクター「熊子（くまこ）」が誕生。オカマではなく、あくまで心は男の女装キャラとのことだが、熊子モードでの文体はどこかオカマチックなものとなっていた。
『宮川賢の誰なんだお前は?!』の夜ワイド時代に、木曜作家として参加していた。
『土曜ワイドラジオTOKYO 永六輔その新世界』の制作も担当している。
石田 章洋（いしだ あきひろ・木曜作家）
通称：世界のダーイシ。宮川とは同い年だが、金髪。放送作家事務所「フォーチュンスープ」所属。
サトケンや大野以上に下ネタと風俗ネタを多用。真面目にニュースをいぢるときは、アジアのダーイシを名乗っていた。
放送作家になる前は、三遊亭楽太郎一門に所属し、弟弟子には伊集院光が居た。
当時の高座名は三遊亭花楽京（さんゆうてい はならっきょう）。
島野 玲（しまの れい・テクニカルディレクター（ミキサー））
通称：バツラジのしょこたん。2008年1月23日の放送から担当
バツラジ劇団の一人でもある
『サタデー大人天国! 宮川賢のパカパカ行進曲!!』も担当しており、女性唯一のパカパカスタッフである。
「大沢悠里のゆうゆうワイド」でも技術として担当している。

### 過去
鳥山 穣（とりやま じょう・元アシスタントディレクター）
番組卒業後『荒川強啓 デイ・キャッチ!』『文化系トークラジオ Life』ディレクター。TBSラジオ報道部所属。元バツラジ風紀委員。
上林 史明（かみばやし ふみあき・元ディレクター）
通称「カミバ」。元は月・火曜ディレクター。月曜バツラジ「週末のまとめ」の初代担当（2代目はホシ☆1333、3代目は増田修蔵）。
元テレコム・サウンズ所属。バツラジ開始当初は「7歳のディレクター」というキャラクターだった（年を越すと「8歳のディレクター」となり、バツラジを去るまでそのキャラクターを通す）。
つきあっていた彼女(手紙上では「ママ」だった)と別れた際、その心境を手紙冒頭の近況報告で何度となく取り上げてきた。
番組卒業後STVラジオ（NRN系列）に勤務。
今井 仁（いまい ひとし・元自称新人ディレクター、2003年入社TBSラジオ&コミュニケーションズ所属ディレクター）
2001年入社。元ボーイスカウト武蔵野2団隊員班長、腕袖に二本線のワッペンを確認済。早稲田大学政治経済学部卒。モットーは「そなえよつねに」。
手紙の冒頭は「報告! 宮川リーダー、こんばんは。新人ディレクターの今井です」で、締めは「よし、○○は××ということで（ここは今井の主観の入ったニュースやいぢりへの感想）ボーイスカウト武蔵野2団、今日はここで解散!（ザッザッザッという足音のSE付き）」というスタイルを通していた。先輩ディレクターの中村健吾不在の際はチーフディレクターを騙り、傲慢な業界人キャラに豹変する。
バツラジ以外では『ブジオ!　金曜日』『唐沢俊一のポケット』のディレクターも担当していた。番組卒業後は『森本毅郎・スタンバイ!』のディレクターを担当。
中村 健吾（なかむら けんご・TBSラジオ&コミュニケーションズ（当時）・TBSテレビ所属、元水曜ニュース担当ディレクター）
通称：ナカンゴ。1969年生まれ。1993年入社。TBS系列の『はなまるマーケット』、TBS系列の2時ピタッ!（主に金曜）、TBSラジオアクセスのディレクターもやっていた
放送開始直後は自己紹介も兼ねた手紙で「自分は報道の人間であり、こんなバラエティ番組にいる人間ではない（大意）」と言っていたが、やがて今井Dや作家の大野、サトケンに「バツラジの暴走機関車」と呼ばれるほど強引なキャラへと変貌していった。
TBSラジオで2006年10月から久米宏 ラジオなんですけどで、自身初のプロデューサーとなった。それに伴って、2006年9月13日付で番組卒業。
石山 大輔（いしやま だいすけ・元木曜アシスタントディレクター）
TBSHD傘下のラジオ制作会社「株式会社テレコム・サウンズ」所属。かつて大野、小塙とともに木曜脂肪肝トリオを名乗っていた。番組卒業後は「四番 なかやま」（放送終了）、「生島ヒロシのおはよう定食/おはよう一直線」のディレクターを務める。
清松 勝彦（きよまつ かつひこ・元火曜作家）
通称「キヨマツ」「ヒゲ」「ヒゲマツ」「ヒゲのキヨマツ」。放送作家事務所「ライターズ・オフィス」所属。一人暮らしなのになぜか二段ベッドを持つ。「毒性のある虫を対決させるのが趣味の作家」。2006年9月26日をもって番組卒業。
小田喜 洋介（おだき ようすけ・元火曜アシスタントディレクター）
TBSHD傘下のラジオ制作会社「株式会社テレコム・サウンズ」所属。中央大学卒業。2005年6月23日放送の「5分であなたもマイスター」で音声操作をミスし、番組から永久追放。録音番組の『こども音楽コンクール』に異動。その後、「パカパカ行進曲」のADに。
当番組復帰後もミスを連発する。
2006年12月26日の「あべこうじのポッドキャスト番長」内で、ADなのにプロデューサー役として出演。
2007年3月31日付でテレコム・サウンズ退社につきバツラジを卒業。
西川 彰史（にしかわ あきふみ・元ディレクター）
2006年7月31日放送分から登場。大阪府出身。一橋大学卒業。
通称はあっくん・スタンガン西川・苦笑西川など。2006年12月からはその日の朝食をキャッチフレーズにする。さらに「その時妻は〜」と朝食時の奥さんの状況もフレーズに追加。2007年4月からはキャッチフレーズが朝食から、その日の服装に変更された。
2006年にバツラジ担当となってからは安倍ウォッチャーを自称。安倍総理関連のニュースをよくいぢっていた。さらに、水曜作家のサトケン（馬鹿Wink）と並ぶ、バツラジのバカキャラとしての地位も確立する。
2006年末前後から、電話ゲストを多用するようになった。
2007年2月と4月のスペシャルウィークでは、番組終了直前に妻への関白宣言をするという企画も行なわれたが、軽くあしらわれていた。
以前は『荒川強啓 デイ・キャッチ!』ディレクター（主に火曜日）を担当。しかし2007年5月にTBSテレビへ人事異動となり、2007年4月26日の放送で番組卒業、その後はTBSテレビ『はなまるマーケット』のディレクターを担当していた。
慎 明男（しん　あきお・元テクニカルディレクター（ミキサー））
TBSHD傘下のラジオ制作会社「株式会社ティーエーシー（TAC）」所属。『サタデー大人天国! 宮川賢のパカパカ行進曲!!』のミキサー（TD）も担当していた。

## 提供スポンサー・CM枠
- 番組開始当初3ヶ月間はJCBカードがスポンサーにつき、最後のCM枠で宮川が生コマーシャル風に行っていた。
- その後はノンスポンサーだが、年末になると小学館の週刊ヤングサンデーなど数社が期間限定のスポンサーがついた（ほかにJA-SSやDHCなど）。2006年3月にも期間限定のスポンサー（キャステラ）（BATTLE TALK RADIO アクセス、城島茂のどっち派?!、JUNKでもCMが流れた））がついた。
- CM枠は提供スポンサーがつく時期以外はTBSラジオの番宣やイベント告知のみであった。また毎年3月になると提供スポンサーではなかったものの朝日新聞（2005年3月）やANA、ブルボン（2006年3月）、東芝（2006年7月）などのCMが一定期間だけ多数流れることもあった。
- TBSラジオ環境キャンペーン期間中は日本通運、太陽生命、日本アムウェイ、NECなどの協賛スポンサーのCMが流れた。

## 書籍
- 夜な夜なニュースいぢり X-Radio バツラジ（アスキー・メディアワークス、2008年9月）　ISBN 4048673637

## テーマソング
Mansfield 『The New Pollution feat.Yukari Fresh』
- 2007年4月9日の放送から4月20日までの聴取率調査週間中はオープニング曲が変更され、エンディングでのみこの曲が使用された。

## 関連番組
- 宮川賢のまつぼっくり小国（TBCラジオ）
- サタデー大人天国! 宮川賢のパカパカ行進曲!!（TBSラジオ）
- 宮川賢のおはよう!スプーン（RFラジオ日本）

## 番組ホームページ
- 公式サイトのトップページはアダルトサイトのように「あなたは大人ですか?」と確認するページで、「いいえ」を選択すると『全国こども電話相談室』（かつては『こども音楽コンクール』）のページに行くようになっていた（現在は閉鎖）。